# Voices: WWE The Music, Vol. 9
Albums
WWE The Music, Vol. 8
(2008) WWE The Music: A New Day
(2010)
Voices: WWE The Music, Vol. 9 est une compilation produite par la fédération de catch World Wrestling Entertainment sortie aux États-Unis et au Canada le 27 janvier 2009, en Australie le 24 janvier et au Royaume-Uni le 13 avril 2009. L'album était à l'origine annoncé comme un ensemble de trois CD comportant de nouveaux morceaux de Jim Johnston et des remix d'anciennes chansons composées ces 25 dernières années pour célébrer le 25e anniversaire de WrestleMania. Cependant, l'album est sorti sous la forme d'un disque simple comprenant les musiques d'entrée des catcheurs de la fédération, et d'un disque comprenant une sélection d'anciens morceaux.

## Pistes
Toutes les chansons sont composées, écrites et produites par Jim Johnston, excepté le titre What's up?, écrit et composé par Ron Killings (R-Truth).
| Piste | Titre                                            | Catcheur                     | Durée |
| ----- | ------------------------------------------------ | ---------------------------- | ----- |
| 1     | Voices (voix : Rich Luzzi de Rev Theory)         | Randy Orton                  | 3:24  |
| 2     | Pourquoi ?                                       | Maryse                       | 3:37  |
| 3     | Man on Fire                                      | Kane                         | 2:57  |
| 4     | Kung Fu San (par Karl "Dice Raw" Jenkins)        | Kung Fu Naki                 | 3:04  |
| 5     | Holla                                            | Kelly Kelly                  | 3:19  |
| 6     | What's Up? (par Ron Killings)                    | R-Truth                      | 3:15  |
| 7     | Pain                                             | Vladimir Kozlov              | 2:54  |
| 8     | Land of Five Rivers (Dhol de Panjabi MC)         | The Great Khali              | 2:58  |
| 9     | She Looks Good                                   | Eve Torres                   | 2:17  |
| 10    | Get on Your Knees (par Rage Against the Machine) | Jack Swagger                 | 3:10  |
| 11    | If You Rock Like Me                              | SmackDown Theme              | 3:03  |
| 12    | Tribal Trouble                                   | Umaga                        | 3:08  |
| 13    | Priceless                                        | Ted DiBiase/Cody Rhodes/Manu | 3:44  |

| Piste | Titre                       | Catcheur               | Durée |
| ----- | --------------------------- | ---------------------- | ----- |
| 1     | I Won’t Do What You Tell Me | Steve Austin           | 3:02  |
| 2     | Unstable                    | The Ultimate Warrior   | 1:45  |
| 3     | Hot Rod                     | Roddy Piper            | 2:58  |
| 4     | Hard Corps.                 | Sgt. Slaughter         | 2:35  |
| 5     | Blue Blood                  | Hunter Hearst Helmsley | 3:29  |
| 6     | Perfection                  | Mr. Perfect            | 2:49  |
| 7     | Rest in Peace               | The Undertaker         | 3:18  |
| 8     | Snake Bit                   | Jake Roberts           | 2:08  |
| 9     | If You Smell...?            | The Rock               | 2:56  |